# Élections aux Cortes d'Aragon de 2011
Les élections aux Cortes d'Aragon de 2011 (en espagnol : Elecciones a las Cortes de Aragón de 2011) se tiennent le dimanche 22 mai 2011, afin d'élire les 67 députés de la VIIIe législature des Cortes d'Aragon pour un mandat de quatre ans.

## Mode de scrutin
Les Cortes d'Aragon (Cortes de Aragón) est une assemblée parlementaire monocamérale constituée de 67 députés (diputados) élu pour une législature de quatre ans au suffrage universel direct selon les règles du scrutin proportionnel d'Hondt par l'ensemble des personnes résidant dans la communauté autonome où résidant momentanément à l'extérieur de celle-ci, si elles en font la demande.

### Convocation du scrutin
Conformément à l'article 37 du statut d'autonomie de l'Aragon, les Cortes sont élues pour un mandat de quatre ans. L'article 11 de la loi électorale aragonaise du 18 février 1987 précise que les élections sont convoquées au moyen d'un décret du président de la Députation générale d'Aragon « dans les délais prévus par la loi organique relative au régime électoral général » afin que le scrutin se tienne le quatrième dimanche du mois de mai, tous les quatre ans.

### Nombre de députés par circonscription
Puisque l'article 36 du statut d'autonomie prévoit que « les Cortes seront composées par un nombre de députés compris entre 65 et 80 », l'article 13 de la loi électorale dispose que le nombre de parlementaires est fixé à 67 et attribue à chaque circonscription 13 sièges, les 28 mandats restant étant distribués en fonction de la population provinciale, l'article 12 énonce effectivement que « chaque province constitue une circonscription électorale. »
Le décret de convocation des élections, publié le 29 mars 2011, dispose que la circonscription de Huesca se voit attribuer 18 députés, la circonscription de Teruel 14 députés et la circonscription de Saragosse 35 députés.

### Présentation des candidatures
Peuvent présenter des candidatures, : 
- les partis et fédérations de partis inscrits auprès des autorités ;
- les coalitions de partis et/ou fédérations inscrites auprès de la commission électorale au plus tard dix jours après la convocation du scrutin ;
- les groupes d'électeurs bénéficiant du parrainage d'au moins 1 % des électeurs de la circonscription.

### Répartition des sièges
Seules les listes ayant recueilli au moins 3 % des suffrages exprimés dans une circonscription peuvent participer à la répartition des sièges à pourvoir dans cette circonscription, qui s'organise en suivant différentes étapes : 
- les listes sont classées en une colonne par ordre décroissant du nombre de suffrages obtenus ;
- les suffrages de chaque liste sont divisés par 1, 2, 3... jusqu'au nombre de députés à élire afin de former un tableau ;
- les mandats sont attribués selon l'ordre décroissant des quotients ainsi obtenus[8].

## Campagne

### Principales forces politiques
| Force politique | Force politique                                                     | Force politique | Chef de file                                   | Idéologie                                                                     | Résultats en 2007          |
| --------------- | ------------------------------------------------------------------- | --------------- | ---------------------------------------------- | ----------------------------------------------------------------------------- | -------------------------- |
|                 | Parti socialiste ouvrier espagnol Partido Socialista Obrero Español | PSOE            | Eva Almunia (es) (Conseillère à la Présidence) | Centre gauche Social-démocratie, progressisme, régionalisme                   | 42,1 % des voix 30 députés |
|                 | Parti populaire Partido Popular                                     | PP              | Luisa Fernanda Rudi                            | Centre droit à droite Libéral-conservatisme, démocratie chrétienne, unionisme | 31,8 % des voix 23 députés |
|                 | Parti aragonais Partido Aragonés                                    | PAR             | José Ángel Biel (Vice-président d'Aragon)      | Centre à centre droit Nationalisme aragonais, conservatisme                   | 12,4 % des voix 9 députés  |
|                 | Chunta Aragonesista Junte aragonaisiste                             | CHA             | Nieves Ibeas (es)                              | Gauche Socialisme démocratique, nationalisme aragonais                        | 8,3 % des voix 4 députés   |
|                 | Gauche unie Izquierda Unida                                         | IU              | Adolfo Barrena (es)                            | Gauche radicale Écosocialisme, communisme, républicanisme                     | 4,2 % des voix 1 député    |

## Résultat

### Total régional
| Représentation en hémicycle sur un axe gauche-droite du résultat. |                                                         |           |       |       |        |               |
| Partis                                                            | Partis                                                  | Voix      | %     | +/-   | Sièges | +/-           |
|                                                                   | Parti populaire (PP)                                    | 269 729   | 41,00 | 9,24  | 30     | 7             |
|                                                                   | Parti socialiste ouvrier espagnol (PSOE)                | 197 189   | 29,97 | 12,11 | 22     | 8             |
|                                                                   | Parti aragonais (PAR)                                   | 62 193    | 9,45  | 2,9   | 7      | 2             |
|                                                                   | Chunta Aragonesista (CHA)                               | 55 932    | 8,50  | 0,17  | 4      | en stagnation |
|                                                                   | Gauche unie (IU)                                        | 41 874    | 6,37  | 2,19  | 4      | 3             |
|                                                                   | Union, progrès et démocratie (UPyD)                     | 15 667    | 2,38  | Nv.   | 0      | en stagnation |
|                                                                   | Coalition électorale Verts écolos (es) (ECOLO)          | 4 621     | 0,70  | Abs.  | 0      | en stagnation |
|                                                                   | Engagement pour l'Aragon (CCA)                          | 3 771     | 0,57  | Nv.   | 0      | en stagnation |
|                                                                   | Parti antitaurin contre la maltraitance animale (PACMA) | 2 193     | 0,33  | Nv.   | 0      | en stagnation |
|                                                                   | Autres                                                  | 4 682     | 0,71  | –     | 0      | en stagnation |
|                                                                   |                                                         |           |       |       |        |               |
| Votes valides                                                     | Votes valides                                           | 657 851   | 95,35 |       |        |               |
| Votes blancs                                                      | Votes blancs                                            | 21 678    | 3,14  |       |        |               |
| Votes nuls                                                        | Votes nuls                                              | 10 375    | 1,51  |       |        |               |
| Total                                                             | Total                                                   | 689 904   | 100   | –     | 67     | en stagnation |
| Abstentions                                                       | Abstentions                                             | 326 117   | 32,10 |       |        |               |
| Inscrits / Participation                                          | Inscrits / Participation                                | 1 016 021 | 67,90 |       |        |               |

### Par circonscription
|             |             |         |         |               |               |         |         |               |               |         |         |               |               |  |  |  |  |  |  |
| Sièges      | Sièges      | 18      | 18      | en stagnation | en stagnation | 14      | 14      | en stagnation | en stagnation | 35      | 35      | en stagnation | en stagnation |  |  |  |  |  |  |
|             |             |         |         |               |               |         |         |               |               |         |         |               |               |  |  |  |  |  |  |
|             |             | Nombre  | Nombre  | %             | %             | Nombre  | Nombre  | %             | %             | Nombre  | Nombre  | %             | %             |  |  |  |  |  |  |
| Inscrits    | Inscrits    | 175 783 | 175 783 | 100           | 100           | 112 604 | 112 604 | 100           | 100           | 727 634 | 727 634 | 100           | 100           |  |  |  |  |  |  |
| Abstentions | Abstentions | 53 814  | 53 814  | 30,61         | 30,61         | 30 986  | 30 986  | 27,52         | 27,52         | 241 317 | 241 317 | 33,16         | 33,16         |  |  |  |  |  |  |
| Votants     | Votants     | 121 969 | 121 969 | 69,39         | 69,39         | 81 618  | 81 618  | 72,48         | 72,48         | 486 317 | 486 317 | 66,84         | 66,84         |  |  |  |  |  |  |
| Nuls        | Nuls        | 1 988   | 1 988   | 1,13          | 1,13          | 1 344   | 1 344   | 1,65          | 1,65          | 7 043   | 7 043   | 1,45          | 1,45          |  |  |  |  |  |  |
| Blancs      | Blancs      | 3 989   | 3 989   | 3,27          | 3,27          | 2 130   | 2 130   | 2,61          | 2,61          | 15 559  | 15 559  | 3,20          | 3,20          |  |  |  |  |  |  |
| Exprimés    | Exprimés    | 115 992 | 115 992 | 95,60         | 95,60         | 78 144  | 78 144  | 95,74         | 95,74         | 463 715 | 463 715 | 95,35         | 95,35         |  |  |  |  |  |  |
|             |             |         |         |               |               |         |         |               |               |         |         |               |               |  |  |  |  |  |  |
| Partis      | Partis      | Voix    | %       | Sièges        | +/-           | Voix    | %       | Sièges        | +/-           | Voix    | %       | Sièges        | +/-           |  |  |  |  |  |  |
|             | PP          | 44 320  | 38,21   | 7             | 1             | 29 685  | 37,99   | 6             | 1             | 195 724 | 42,21   | 17            | 5             |  |  |  |  |  |  |
|             | PSOE        | 40 209  | 34,67   | 7             | 2             | 21 967  | 28,11   | 4             | 2             | 135 013 | 29,12   | 11            | 4             |  |  |  |  |  |  |
|             | PAR         | 14 587  | 12,58   | 2             | en stagnation | 13 264  | 16,97   | 3             | en stagnation | 34 342  | 7,41    | 2             | 2             |  |  |  |  |  |  |
|             | CHA         | 7 430   | 6,41    | 1             | en stagnation | 4 059   | 5,19    | 0             | en stagnation | 44 443  | 9,58    | 3             | en stagnation |  |  |  |  |  |  |
|             | IU          | 5 655   | 4,88    | 1             | 1             | 5 236   | 6,70    | 1             | 1             | 30 983  | 6,68    | 2             | 1             |  |  |  |  |  |  |
|             | UPyD        | 1 530   | 1,32    | 0             | en stagnation | 792     | 1,01    | 0             | en stagnation | 13 345  | 2,88    | 0             | en stagnation |  |  |  |  |  |  |
|             | Autres      | 2 261   | 1,95    |               |               | 3 141   | 4,02    |               |               | 9 865   | 2,13    |               |               |  |  |  |  |  |  |